# Abraham Shatimuene
Abraham Letu Shatimuene (ur. 2 kwietnia 1986 w Katuturze) – piłkarz namibijski grający na pozycji pomocnika.

## Kariera klubowa
Karierę piłkarską Shatimuene rozpoczął w klubie United Africa Tigers. W jego barwach zadebiutował w 2003 roku w namibijskiej Premier League. W 2007 roku odszedł do angolskiego CD Primeiro de Agosto, z którym w 2009 roku zdobył Puchar Angoli. W 2010 roku grał w CD Huíla, a następnie wrócił do United Africa Tigers i grał w nim do 2018 roku, czyli do końca swojej kariery. W sezonie 2014/2015 zdobył z nim Puchar Namibii.

## Kariera reprezentacyjna
W reprezentacji Namibii Shatimuene zadebiutował w 2006 roku. W 2008 roku był powołany do kadry na Puchar Narodów Afryki 2008 i rozegrał tam 2 spotkania: z Marokiem (1:5) i z Ghaną (0:1). Od 2006 do 2008 rozegrał w kadrze narodowej 14 meczów i strzelił 1 gola.